# Naccaria
Naccaria Endlicher, 1836  é o nome botânico de um gênero de algas vermelhas pluricelulares da família Naccariaceae.

## Sinonímia
- Ardissonea De Notaris, 1870
- Neoardissonia Kylin, 1956

## Espécies
Atualmente 5 espécies são consideradas taxonomicamente válidas:
- Naccaria antillana W.R. Taylor, 1971
- Naccaria corymbosa J. Agardh, 1899
- Naccaria hawaiiana I.A. Abbott, 1985
- Naccaria naccarioides (J. Agardh) Womersley & I.A. Abbott, 1968
- Naccaria wiggii (Turner) Endlicher, 1836